# Melissa Luschnat
Melissa Luschnat (* 8. Juli 1992 in Berlin) ist eine ehemalige deutsche Handballspielerin.

## Karriere
Melissa Luschnat spielte ab ihrem neunten Lebensjahr beim Buxtehuder SV. Mit den Jugendmannschaften wurde sie 4-mal Hamburger Meister und gewann 2009 die A-Jugendmeisterschaft des Nordostdeutschen Handball-Verbands. Ab dem Jahre 2011 gehörte die Linksaußenspielerin dem Kader der Bundesligamannschaft vom BSV an. In der Saison 2011/12 war sie per Zweitspielrecht für den Zweitligisten TSV Travemünde spielberechtigt. Mit Buxtehude gewann sie 2015 den DHB-Pokal.
Nachdem Luschnat in der Zweitligasaison 2014/15 ein Zweitspielrecht für die SG Handball Blau-Weiß Rosengarten-Buchholz besaß, wechselte sie 2015 nach dem Bundesligaaufstieg nach Rosengarten. Am Saisonende 2015/16 trat sie mit Rosengarten den Gang in die Zweitklassigkeit an. Im Sommer 2018 kehrte Luschnat zum Buxtehuder SV zurück. In der Saison 2020/21 lief sie wieder für Rosengarten auf. Anschließend beendete sie ihre Karriere.